# Tuisku
Tuisku (14) var en robotbåt av Tuima-klass som tjänstgjorde i den finländska marinen. Fartyget var byggt år 1974 i Sovjetunionen och vara av Osa II-klass (sovjetisk benämning var Projekt 205 ER).
Tuisku modifierades till minbåt år 1991. År 2000 togs fartyget ur bruk och dess skrov såldes till den civila marknaden. I oktober 2006 meddelade dock det finska försvarsministeriet att samtliga fyra Tuima-robotbåtar skulle säljas till Egypten, där dom skulle iståndsättas och tas i aktivt bruk.

## Fartyg av klassen
- Tuima (11)
- Tuuli (12)
- Tuisku (14)
- Tyrsky (16)